# Johannes Orth
Johannes Orth, född 14 januari 1847 i Wallmerod, död 13 januari 1923 i Berlin, var en tysk anatom och patolog.
Orth blev medicine doktor i Bonn 1870, professor i allmän patologi och patologisk anatomi 1878 vid Göttingens universitet och 1902 (efter Rudolf Virchow) vid Berlins universitet. Han blev emeritus 1917. Orth utgav bland annat flera läroböcker, såsom Compendium der pathologisch-anatomischen Diagnostik (1876; sjunde upplagan 1909), Lehrbuch der speziellen pathologischen Anatomie (I, 1887; II, 1893). Efter Virchows död var Orth redaktör för "Archiv für pathologische Anatomie".